# Liste der Kulturdenkmale in Schwarzburg
In der Liste der Kulturdenkmale in Schwarzburg sind alle Kulturdenkmale der thüringischen Gemeinde Schwarzburg (Landkreis Saalfeld-Rudolstadt) und ihrer Ortsteile aufgelistet (Stand: 12. Februar 2013).

## Schwarzburg
Einzeldenkmale
| Bild                           | Bezeichnung | Lage                     | Datierung | Beschreibung | ID |
| ------------------------------ | --- | ------------------------ | --------- | ------------ | -- |
| Fotos hochladen                | Gleisanlagen und Bahnsteig am Bahnhof Schwarzburg / Bestandteil der Sachgesamtheit „Eisenbahnstrecke Oberweißbacher Berg- und Schwarzatalbahn“ | Bahnhof 1                |           |              |    |
| Fotos hochladen                | Jugendherberge „Hans Breuer“ | Am Buschbach 2           |           |              |    |
| weitere Bilder Fotos hochladen | Bahnhof Schwarzburg mit sämtlichen Nebengebäuden und Anlagen / Bestandteil der Sachgesamtheit „Eisenbahnstrecke Oberweißbacher Berg- und Schwarzatalbahn“ | Bahnhof 1 (Karte)        |           |              |    |
| Fotos hochladen                | Wohnhaus | Brückengasse 4           |           |              |    |
| Fotos hochladen                | Ehemaliges Chausseegeldeinnehmerhäuschen | Friedrich-Ebert-Platz 9  |           |              |    |
| Fotos hochladen                | Wohnhaus mit Gartenhaus | Hauptstraße              |           |              |    |
| weitere Bilder Fotos hochladen | Gemeinde- und Feuerwehrhaus | Hauptstraße 2            |           |              |    |
| weitere Bilder Fotos hochladen | Kirche mit Ausstattung | Hauptstraße 4 (Karte)    |           |              |    |
| Fotos hochladen                | Sägemühle | Hauptstraße 20           |           |              |    |
| Fotos hochladen                | Kultursaal | Hauptstraße 27           |           |              |    |
| Fotos hochladen                | Teilfläche Schloßbereich / Bestandteil Sachgesamtheit Schloss Schwarzburg | Schloßstraße             |           |              |    |
| Fotos hochladen                | Teilfläche Schloßbereich / Bestandteil Sachgesamtheit Schloss Schwarzburg | Schloßstraße             |           |              |    |
| Fotos hochladen                | Teilfläche Schloßbereich / Bestandteil Sachgesamtheit Schloss Schwarzburg | Schloßstraße             |           |              |    |
| Fotos hochladen                | Teilfläche Schloßbereich / Bestandteil Sachgesamtheit Schloss Schwarzburg | Schloßstraße             |           |              |    |
| Fotos hochladen                | Teilfläche Schloßbereich / Bestandteil Sachgesamtheit Schloss Schwarzburg | Schloßstraße             |           |              |    |
| weitere Bilder Fotos hochladen | Schloss Schwarzburg mit Kaisersaal-Gebäude und Schlossgarten, Kastellan-Gebäude, Zeughaus, Torhaus-Fragment, Brunnen, Remise, Forsthaus und Scheune, zugehörigen Freiflächen, Terrassierungen (u. a. Aussichtsterrasse), Stützmauern u. a. m. und einschließlich des Schlossbergs (mit Mariannen-Sitz) | Schloßstraße 1–5 (Karte) |           |              |    |

## Waldbezirk (WBZ) Schwarzburg I
Einzeldenkmale
| Bild                                    | Bezeichnung                                                                                        | Lage                          | Datierung | Beschreibung | ID |
| --------------------------------------- | -------------------------------------------------------------------------------------------------- | ----------------------------- | --------- | ------------ | -- |
| Fotos hochladen                         | Gleis / Bestandteil der Sachgesamtheit „Eisenbahnstrecke Oberweißbacher Berg- und Schwarzatalbahn“ | Koordinaten fehlen! Hilf mit. |           |              |    |
| Fotos hochladen                         | Gleis / Bestandteil der Sachgesamtheit „Eisenbahnstrecke Oberweißbacher Berg- und Schwarzatalbahn“ | Koordinaten fehlen! Hilf mit. |           |              |    |
| Fotos hochladen                         | Gleis / Bestandteil der Sachgesamtheit „Eisenbahnstrecke Oberweißbacher Berg- und Schwarzatalbahn“ | Koordinaten fehlen! Hilf mit. |           |              |    |
| Fotos hochladen                         | Gleis / Bestandteil der Sachgesamtheit „Eisenbahnstrecke Oberweißbacher Berg- und Schwarzatalbahn“ | Koordinaten fehlen! Hilf mit. |           |              |    |
| weitere Bilder Fotos hochladen          | Gasthaus „Fasanerie“                                                                               | Koordinaten fehlen! Hilf mit. |           |              |    |
| Direkt Bild zu diesem Denkmal hochladen | Griebenherde                                                                                       | Koordinaten fehlen! Hilf mit. |           |              |    |
| Fotos hochladen                         | Pocherbrücke                                                                                       | Koordinaten fehlen! Hilf mit. |           |              |    |
| Direkt Bild zu diesem Denkmal hochladen | Goldseifen-Reste „Oppelsacker“                                                                     | Koordinaten fehlen! Hilf mit. |           |              |    |
| Direkt Bild zu diesem Denkmal hochladen | Goldseifen-Reste „Lägerstedt“                                                                      | Koordinaten fehlen! Hilf mit. |           |              |    |
| Direkt Bild zu diesem Denkmal hochladen | Goldseifen-Reste „Schirrmeister“                                                                   | Koordinaten fehlen! Hilf mit. |           |              |    |
| Fotos hochladen                         | Schutzhütte auf dem Trippstein                                                                     | Koordinaten fehlen! Hilf mit. |           |              |    |
| Direkt Bild zu diesem Denkmal hochladen | Sauhütte (Jagdunterstand)                                                                          | Koordinaten fehlen! Hilf mit. |           |              |    |
| Fotos hochladen                         | Mooshäuschen (Schutzhütte)                                                                         | Koordinaten fehlen! Hilf mit. |           |              |    |

## Waldbezirk (WBZ) Schwarzburg II
Einzeldenkmale
| Bild                                    | Bezeichnung                           | Lage                          | Datierung | Beschreibung | ID |
| --------------------------------------- | ------------------------------------- | ----------------------------- | --------- | ------------ | -- |
| Direkt Bild zu diesem Denkmal hochladen | Goldseifen-Reste „Hammerschmidtsholz“ | Koordinaten fehlen! Hilf mit. |           |              |    |
| weitere Bilder Fotos hochladen          | Goldseifen-Reste „Dürres Schild“      | Koordinaten fehlen! Hilf mit. |           |              |    |
| weitere Bilder Fotos hochladen          | Jagdhaus Eberstein                    | Koordinaten fehlen! Hilf mit. |           |              |    |

## Quelle
- Denkmalliste des Landkreises Saalfeld-Rudolstadt. (PDF; 632 kB) kreis-slf.de